# Tavaux-et-Pontséricourt
Tavaux-et-Pontséricourt – miejscowość i gmina we Francji, w regionie Hauts-de-France, w departamencie Aisne.
Według danych na styczeń 2014 roku gminę zamieszkiwało 616 osób, a gęstość zaludnienia wynosiła 23,8 osób/km².